# John Lordan
John Charles Lordan (ur. 29 czerwca 1876 w Murragh, zm. 12 lutego 1960 w Brighton w stanie Massachusetts) – amerykański lekkoatleta, uczestnik igrzysk olimpijskich w Saint Louis w 1904.
W 1903 zwyciężył w Maratonie Bostońskim.

## Występy na igrzyskach olimpijskich
Lordan wystartował tylko raz na igrzyskach olimpijskich w 1904. Wziął udział w maratonie. Zmagania biegaczy miały miejsce 30 sierpnia 1904. Lordan nie ukończył biegu.

## Rekordy życiowe
- maraton – 2:41:29 (1903)